# Mateu López
Mateu López, ou Mateo López en castillan, est le nom de deux peintres espagnols. Le premier, Mateu López senior, est un peintre espagnol maniériste, né à Cordoue vers 1520, et mort à Palma en 1591. Le second, Mateu López junior, est son fils, né à Montuïri, le 18 septembre 1549, et mort à Palma de Majorque le 31 mai 1584.

## Bibliographie

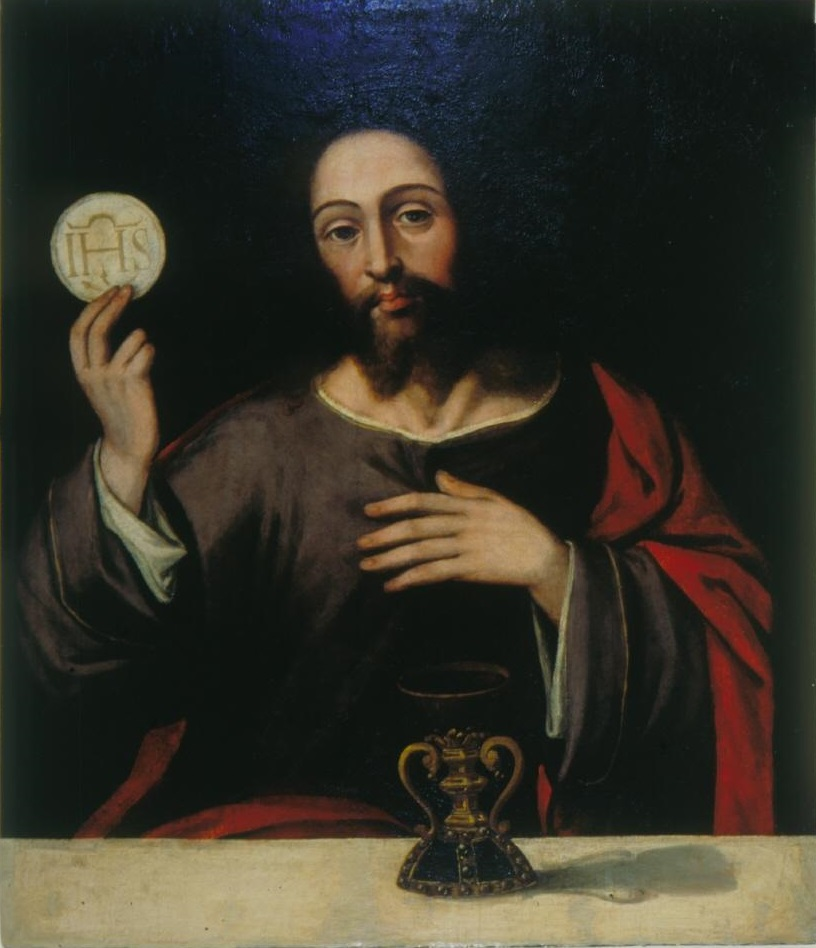
Mateu López senior
Le Christ avec un calice et tenant une hostie
Musée de Majorque
Palma de Majorque

### Mateu López senior
Il est le premier d'une famille de peintres actifs sur l'île de Majorque où il apparaît au milieu du XVIe siècle. Il fait partie de ces échanges d'artistes, habituels depuis le XVe siècle entre Valence et Majorque.
Il s'est formé dans le milieu des peintres valenciens, probablement dans l'atelier de Vicente Masip et de son fils Juan de Juanes auprès desquels il a appris son métier, la technique et l'iconographie et ce qui permet d'expliquer son style. Il a dû arriver à Majorque comme compagnon de l'atelier des Masip.
Il a pratiquement monopolisé la peinture mallorcaine de la seconde moitié des années 1500 et a formé et employé dans son atelier d'autres artistes comme Rafael Guitard, Matteu Gallard, Baltasar Buira, Gaspar Oms.

### Mateu López junior
Il est le fils de Mateu López senior. Il est né à Montuïri, le 18 septembre 1549, où son père travaillait sur un retable pour l'église paroissiale. On suppose qu'il a été son unique fils.
Il s'est marié le 5 juin 1572 avec Nicolasa Bertran d’Alcúdia dans l'église de Santa Eulàlia de Palma. De ce mariage sont nés un fils, Guillem, une fille, Elisabet, et un troisième enfant, Esperança, morte en bas âge.
Mateu López junior est mort jeune, le 31 mai 1584, d'une maladie contagieuse ou pendant une épidémie. Il a été enterré dans l'église de Sant Francesc de Palma.
Malgré sa vie brève, il a produit un nombre d'œuvres important, conjointement avec son père, dont les attributions sont sur le même nom.
L'historien de l'art espagnol et nord-américain, Chandler R. Post (1881-1959), dans son ouvrage Historia de la pintura española en onze volumes (1930-1953) a identifier Mateu López comme étant le Maître de Calvià, nom qui avait été donné au peintre qui avait réalisé le retable de La Visitation (1575) se trouvant dans la chapelle de Valldurgent à Calvià.

## Œuvres
Les deux Mateu López on travaillé dans le diocèse de Majorque : cathédrale d’Eivissa, église paroissiales d’Alcúdia, Montuïri, Binissalem, Moscari, Sencelles, Ruberts, Deià, Selva, monastère de Sant Bartomeu d’Inca, monastère de Nostra Senyora de Lluc à Escorca, couvents de Santa Clara, de Sant Jeroni (Santa Isabel) de Palma.
La viille d'Inca compte plusieurs tableaux des López, père et fils, dans le monastère de Sant Bartomeu.
- Retable de la Puríssima (1575-1576), couvent des religieuses hiéronymites de Palma ;
- Sant Jeroni et santa Paula (vers 1578), attribué à Mateu López senior ;
- Noli me tangere (vers 1578), attribué à Mateu López senior ;
- Mère de Dieu du Rosaire (1579), attribué à Mateu López junior ;
- L'atelier de Nazareth (vers 1580), attribué à Mateu López junior ;
- L'Annonciation (vers 1583), attribué à Mateu López junior ;
- L'annonce à Marie (vers 1585), anonyme, attribué à Mateu López senior ;
- Ecce Homo (1583-1584), attribué à Mateu López junior ;
- Apparition du Christ ressuscité aux saintes femmes (1583-1584), attribué à Mateu López junior ;
- Christ de la Patience, attribué à l'atelier des López.

### Bibliographhie
- Blanca M. Buades García, La pintura dels López (LLopis) en el monestir de Sant Bartolomeu d'Inca, p. 119-130 (lire en ligne)